# Samburu (hrabstwo)
Samburu – hrabstwo w środkowej Kenii. Według spisu z 2019 roku liczy 310,3 tys. mieszkańców. W większości zamieszkany przez lud Samburu. Siedziba administracyjna znajduje się w Maralal.
Samburu graniczy z hrabstwami: Baringo i Turkana na zachodzie, Marsabit na północy, Isiolo na wschodzie i Laikipia na południu.

## Podział administracyjny
Hrabstwo Samburu składa się z trzech okręgów:
- Samburu North,
- Samburu East i
- Samburu West.

## Klimat
Samburu jest jednym z najbardziej suchych hrabstw w Kenii. Rocznie otrzymuje od 200 mm do 250 mm opadów. Schemat opadów jest nieprzewidywalny i czasami hrabstwo nie otrzymuje deszczu przez cały rok.

## Rolnictwo
Przy hodowli pracuje większość ludzi i jest to zdecydowanie głównym źródłem generowania przychodów w półpustynnym hrabstwie Samburu. Ważną rolę odgrywa również pszczelarstwo.
| Kozy      | 550.750 |
| Owce      | 387.698 |
| Wielbłądy | 32.824  |
| Bydło     | 184.666 |
| Osły      | 26.822  |
| Kurczaki  | 42.711  |
| Świnie    | 187     |

## Religia
Struktura religijna w 2019 roku wg Spisu Powszechnego:
- katolicyzm – 57,3%
- protestantyzm – 23,6%
- tradycyjne religie plemienne – 9,9%
- brak religii – 2,4%
- pozostali chrześcijanie – 2,3%
- niezależne kościoły afrykańskie – 1,4%
- islam – 0,9%
- pozostali – 2,2%.